# Сіммон Морроу
Сіммон Морроу  (англ. Simmone Morrow; 31 жовтня 1976) — австралійська софтболістка, олімпійська медалістка.

## Виступи на Олімпіадах
| Олімпіада   | Дисципліна | Місце |
| ----------- | ---------- | ----- |
| Сідней 2000 | софтбол    | 3     |
| Афіни 2004  | софтбол    | 2     |
| Пекін 2008  | софтбол    | 3     |